# Statistiche e record dei campionati mondiali di slittino su pista naturale
Nella presente pagina sono riportate le statistiche e i record riguardanti i campionati mondiali di slittino su pista naturale.

## Singolo uomini - Atleti
Dati aggiornati al campionato mondiale 2025

### Medaglie d'oro - Singolo uomini
| Pos. | Atleta              | Nazione |   | Prima | Ultima |
| ---- | ------------------- | ------- | - | ----- | ------ |
| 1    | Gerhard Pilz        | Austria | 5 | 1986  | 1996   |
| 2    | Patrick Pigneter    | Italia  | 3 | 2009  | 2015   |
|      | Alex Gruber         | Italia  | 3 | 2017  | 2023   |
| 4    | Anton Blasbichler   | Italia  | 2 | 2001  | 2005   |
| 5    | Werner Prantl       | Austria | 1 | 1979  | 1979   |
|      | Enrico Graber       | Italia  | 1 | 1980  | 1980   |
|      | Gerhard Pircher     | Austria | 1 | 1982  | 1982   |
|      | Alfred Kogler       | Austria | 1 | 1984  | 1984   |
|      | Reinhard Gruber     | Italia  | 1 | 1998  | 1998   |
|      | Gerald Kallan       | Austria | 1 | 2000  | 2000   |
|      | Robert Batkowski    | Austria | 1 | 2003  | 2003   |
|      | Gernot Schwab       | Austria | 1 | 2007  | 2007   |
|      | Gerald Kammerlander | Austria | 1 | 2011  | 2011   |
|      | Thomas Kammerlander | Austria | 1 | 2021  | 2021   |
|      | Michael Scheikl     | Austria | 1 | 2025  | 2025   |

### Medaglie d'oro consecutive - Singolo uomini
| Pos. | Atleta           |   | Inizio            | Fine                 |
| ---- | ---------------- | - | ----------------- | -------------------- |
| 1    | Gerhard Pilz     | 5 | Fénis 1986        | Oberperfuss 1996     |
| 2    | Patrick Pigneter | 2 | Nova Ponente 2013 | Sankt Sebastian 2015 |
|      | Alex Gruber      | 2 | Vatra Dornei 2017 | Lazfons 2019         |

### Medaglie totali - Singolo uomini
| Pos. | Atleta              | Nazione |   |   |   | Medaglie |
| ---- | ------------------- | ------- | - | - | - | -------- |
| 1    | Gerhard Pilz        | Austria | 5 | 3 | 1 | 9        |
| 2    | Patrick Pigneter    | Italia  | 3 | 0 | 5 | 8        |
| 3    | Alex Gruber         | Italia  | 3 | 2 | 1 | 6        |
| 4    | Anton Blasbichler   | Italia  | 2 | 1 | 2 | 5        |
|      | Thomas Kammerlander | Austria | 1 | 2 | 2 | 5        |

### Medaglie consecutive - Singolo uomini
Si elencano solamente le strisce pari a 3 o più medaglie.
| Pos. | Atleta              | Nazione | Medaglie consecutive | di cui |
| ---- | ------------------- | ------- | -------------------- | ------ |
| 1    | Patrick Pigneter    | Italia  | 6                    | 3      |
|      | Alex Gruber         | Italia  | 6                    | 3      |
| 3    | Gerhard Pilz        | Austria | 5                    | 5      |
| 4    | Anton Blasbichler   | Italia  | 4                    | 1      |
|      | Thomas Kammerlander | Austria | 4                    | 1      |
| 6    | Franz Obrist        | Italia  | 3                    | 0      |

NN: striscia aperta

## Singolo donne - Atlete
Dati aggiornati al campionato mondiale 2025

### Medaglie d'oro - Singolo donne
| Pos. | Atleta                 | Nazione      |   | Prima | Ultima |
| ---- | ---------------------- | ------------ | - | ----- | ------ |
| 1    | Evelin Lanthaler       | Italia       | 5 | 2015  | 2025   |
| 2    | Ekaterina Lavrent'eva  | Russia       | 4 | 2000  | 2013   |
| 3    | Delia Vaudan           | Italia       | 3 | 1979  | 1984   |
| 4    | Ljubov' Panjutina      | Russia / CSI | 2 | 1992  | 1998   |
|      | Sonja Steinacher       | Italia       | 2 | 2001  | 2003   |
|      | Renate Gietl           | Italia       | 2 | 2009  | 2011   |
| 7    | Herta Hafner           | Italia       | 1 | 1982  | 1982   |
|      | Irmgard Lanthaler      | Italia       | 1 | 1986  | 1986   |
|      | Jeanette Koppensteiner | Austria      | 1 | 1990  | 1990   |
|      | Beatrix Mahlknecht     | Italia       | 1 | 1994  | 1994   |
|      | Irene Zechner          | Austria      | 1 | 1996  | 1996   |
|      | Greta Pinggera         | Italia       | 1 | 2017  | 2017   |

### Medaglie d'oro consecutive - Singolo donne
| Pos. | Atleta                |   | Inizio                | Fine                  |
| ---- | --------------------- | - | --------------------- | --------------------- |
| 1    | Evelin Lanthaler      | 4 | Lazfons 2019          | Kühtai 2025           |
| 2    | Delia Vaudan          | 2 | Inzing 1979           | Moso in Passiria 1980 |
|      | Sonja Steinacher      | 2 | Großsölk 2001         | Železniki 2003        |
|      | Ekaterina Lavrent'eva | 2 | Laces 2005            | Grande Prairie 2007   |
|      | Renate Gietl          | 2 | Moso in Passiria 2009 | Umhausen 2011         |

### Medaglie totali - Singolo donne
| Pos. | Atleta                | Nazione      |   |   |   | Medaglie |
| ---- | --------------------- | ------------ | - | - | - | -------- |
| 1    | Ekaterina Lavrent'eva | Russia / RLF | 4 | 5 | 0 | 9        |
| 2    | Evelin Lanthaler      | Italia       | 5 | 1 | 1 | 7        |
| 3    | Delia Vaudan          | Italia       | 3 | 1 | 0 | 4        |
|      | Sonja Steinacher      | Italia       | 2 | 1 | 1 | 4        |
|      | Renate Gietl          | Italia       | 2 | 1 | 1 | 4        |
|      | Greta Pinggera        | Italia       | 1 | 2 | 1 | 4        |
|      | Tina Unterberger      | Austria      | 0 | 0 | 4 | 4        |

### Medaglie consecutive - Singolo donne
Si elencano solamente le strisce pari a 3 o più medaglie.
| Pos. | Atleta                | Nazione | Medaglie consecutive | di cui |
| ---- | --------------------- | ------- | -------------------- | ------ |
| 1    | Ekaterina Lavrent'eva | Russia  | 7                    | 3      |
|      | Evelin Lanthaler      | Italia  | 7                    | 5      |
| 3    | Sonja Steinacher      | Italia  | 4                    | 2      |
|      | Tina Unterberger      | Austria | 4                    | 0      |
| 5    | Greta Pinggera        | Italia  | 3                    | 1      |

NN: striscia aperta

## Doppio - Atleti
Dati aggiornati al campionato mondiale 2025

### Medaglie d'oro - Doppio
| Pos. | Atleta              | Nazione |   | Prima | Ultima |
| ---- | ------------------- | ------- | - | ----- | ------ |
| 1    | Patrick Pigneter    | Italia  | 5 | 2009  | 2021   |
|      | Florian Clara       | Italia  | 5 | 2009  | 2021   |
| 3    | Andreas Jud         | Italia  | 3 | 1982  | 1990   |
|      | Pavel Poršnev       | Russia  | 3 | 2005  | 2011   |
|      | Ivan Lazarev        | Russia  | 3 | 2005  | 2011   |
| 6    | Ernst Oberhammer    | Italia  | 2 | 1982  | 1984   |
|      | Almir Bétemps       | Italia  | 2 | 1986  | 1992   |
|      | Corrado Hérin       | Italia  | 2 | 1986  | 1992   |
|      | Wolfgang Schopf     | Austria | 2 | 2001  | 2003   |
|      | Andreas Schopf      | Austria | 2 | 2001  | 2003   |
|      | Matthias Lambacher  | Italia  | 2 | 2023  | 2025   |
| 12   | Damiano Lugon       | Italia  | 1 | 1979  | 1979   |
|      | Andrea Millet       | Italia  | 1 | 1979  | 1979   |
|      | Oswald Pörnbacher   | Italia  | 1 | 1980  | 1980   |
|      | Raimund Pigneter    | Italia  | 1 | 1980  | 1980   |
|      | Hannes Pichler      | Italia  | 1 | 1990  | 1990   |
|      | Manfred Gräber      | Italia  | 1 | 1994  | 1994   |
|      | Günther Steinhauser | Italia  | 1 | 1994  | 1994   |
|      | Reinhard Beer       | Austria | 1 | 1996  | 1996   |
|      | Herbert Kögl        | Austria | 1 | 1996  | 1996   |
|      | Helmut Ruetz        | Austria | 1 | 1998  | 1998   |
|      | Andi Ruetz          | Austria | 1 | 1998  | 1998   |
|      | Armin Mair          | Italia  | 1 | 2000  | 2000   |
|      | David Mair          | Italia  | 1 | 2000  | 2000   |
|      | Rupert Brüggler     | Austria | 1 | 2017  | 2017   |
|      | Tobias Angerer      | Austria | 1 | 2017  | 2017   |
|      | Patrick Lambacher   | Italia  | 1 | 2023  | 2023   |
|      | Peter Lambacher     | Italia  | 1 | 2025  | 2025   |

### Medaglie d'oro consecutive - Doppio
| Pos. | Atleta             |   | Inizio                           | Fine                                 |
| ---- | ------------------ | - | -------------------------------- | ------------------------------------ |
| 1    | Andreas Jud        | 2 | Feld am See 1982                 | Kreuth 1984                          |
|      | Ernst Oberhammer   | 2 | Feld am See 1982                 | Kreuth 1984                          |
|      | Wolfgang Schopf    | 2 | Großsölk 2001                    | Železniki 2003                       |
|      | Andreas Schopf     | 2 | Großsölk 2001                    | Železniki 2003                       |
|      | Pavel Poršnev      | 2 | Laces 2005                       | Grande Prairie 2007                  |
|      | Ivan Lazarev       | 2 | Laces 2005                       | Grande Prairie 2007                  |
|      | Patrick Pigneter   | 2 | Nova Ponente 2013 / Lazfons 2019 | Sankt Sebastian 2015 / Umhausen 2021 |
|      | Florian Clara      | 2 | Nova Ponente 2013 / Lazfons 2019 | Sankt Sebastian 2015 / Umhausen 2021 |
|      | Matthias Lambacher | 2 | Nova Ponente 2023                | Kühtai 2025                          |

### Medaglie totali - Doppio
| Pos. | Atleta           | Nazione |   |   |   | Medaglie |
| ---- | ---------------- | ------- | - | - | - | -------- |
| 1    | Patrick Pigneter | Italia  | 5 | 3 | 0 | 8        |
|      | Florian Clara    | Italia  | 5 | 3 | 0 | 8        |
| 3    | Pavel Poršnev    | Russia  | 3 | 2 | 1 | 6        |
|      | Ivan Lazarev     | Russia  | 3 | 2 | 1 | 6        |
| 5    | Andreas Jud      | Italia  | 3 | 1 | 0 | 4        |
|      | Andreas Schopf   | Austria | 2 | 2 | 0 | 4        |
|      | Herbert Kögl     | Austria | 1 | 1 | 2 | 4        |
|      | Andrzej Laszczak | Polonia | 0 | 0 | 4 | 4        |
|      | Damian Waniczek  | Polonia | 0 | 0 | 4 | 4        |

### Medaglie consecutive - Doppio
Si elencano solamente le strisce pari a 3 o più medaglie.
| Pos. | Atleta             | Nazione | Medaglie consecutive | di cui |
| ---- | ------------------ | ------- | -------------------- | ------ |
| 1    | Patrick Pigneter   | Italia  | 8                    | 5      |
|      | Florian Clara      | Italia  | 8                    | 5      |
| 3    | Andreas Jud        | Italia  | 4                    | 3      |
|      | Matthias Lambacher | Italia  | 4                    | 2      |
| 5    | Ernst Oberhammer   | Italia  | 3                    | 2      |
|      | Almir Bétemps      | Italia  | 3                    | 2      |
|      | Corrado Hérin      | Italia  | 3                    | 2      |
|      | Reinhard Beer      | Austria | 3                    | 1      |
|      | Herbert Kögl       | Austria | 3                    | 1      |
|      | Pavel Poršnev      | Russia  | 3                    | 2      |
|      | Ivan Lazarev       | Russia  | 3                    | 2      |
|      | Patrick Lambacher  | Italia  | 3                    | 1      |

NN: striscia aperta

## Staffetta a squadre - Atleti
Dati aggiornati al campionato mondiale 2025

### Medaglie d'oro - Staffetta a squadre
| Pos. | Atleta              | Nazione |   | Prima | Ultima |
| ---- | ------------------- | ------- | - | ----- | ------ |
| 1    | Patrick Pigneter    | Italia  | 4 | 2009  | 2019   |
|      | Alex Gruber         | Italia  | 4 | 2013  | 2023   |
|      | Evelin Lanthaler    | Italia  | 4 | 2019  | 2025   |
| 4    | Anton Blasbichler   | Italia  | 3 | 2001  | 2011   |
|      | Florian Clara       | Italia  | 3 | 2009  | 2013   |
| 6    | Melanie Batkowski   | Austria | 2 | 2005  | 2007   |
|      | Renate Gietl        | Italia  | 2 | 2009  | 2011   |
| 8    | Sonja Steinacher    | Italia  | 1 | 2001  | 2001   |
|      | Armin Mair          | Italia  | 1 | 2001  | 2001   |
|      | David Mair          | Italia  | 1 | 2001  | 2001   |
|      | Robert Batkowski    | Austria | 1 | 2005  | 2005   |
|      | Reinhard Beer       | Austria | 1 | 2005  | 2005   |
|      | Herbert Kögl        | Austria | 1 | 2005  | 2005   |
|      | Gernot Schwab       | Austria | 1 | 2007  | 2007   |
|      | Christian Schatz    | Austria | 1 | 2007  | 2007   |
|      | Gerhard Mühlbacher  | Austria | 1 | 2007  | 2007   |
|      | Melanie Schwarz     | Italia  | 1 | 2013  | 2013   |
|      | Tina Unterberger    | Austria | 1 | 2017  | 2017   |
|      | Thomas Kammerlander | Austria | 1 | 2017  | 2017   |
|      | Rupert Brüggler     | Austria | 1 | 2017  | 2017   |
|      | Tobias Angerer      | Austria | 1 | 2017  | 2017   |
|      | Daniel Gruber       | Italia  | 1 | 2025  | 2025   |

### Medaglie d'oro consecutive - Staffetta a squadre
| Pos. | Atleta            |   | Inizio                | Fine                |
| ---- | ----------------- | - | --------------------- | ------------------- |
| 1    | Evelin Lanthaler  | 4 | Lazfons 2019          | Kühtai 2025         |
| 2    | Patrick Pigneter  | 3 | Moso in Passiria 2009 | Nova Ponente 2013   |
|      | Florian Clara     | 3 | Moso in Passiria 2009 | Nova Ponente 2013   |
|      | Alex Gruber       | 3 | Lazfons 2019          | Nova Ponente 2023   |
| 5    | Melanie Batkowski | 2 | Laces 2005            | Grande Prairie 2007 |
|      | Renate Gietl      | 2 | Moso in Passiria 2009 | Umhausen 2011       |
|      | Anton Blasbichler | 2 | Moso in Passiria 2009 | Umhausen 2011       |

### Medaglie totali - Staffetta a squadre
| Pos. | Atleta                | Nazione      |   |   |   | Medaglie |
| ---- | --------------------- | ------------ | - | - | - | -------- |
| 1    | Patrick Pigneter      | Italia       | 4 | 2 | 0 | 6        |
|      | Ekaterina Lavrent'eva | Russia / RLF | 0 | 2 | 4 | 6        |
| 3    | Alex Gruber           | Italia       | 4 | 1 | 0 | 5        |
|      | Evelin Lanthaler      | Italia       | 4 | 0 | 1 | 5        |
|      | Florian Clara         | Italia       | 3 | 2 | 0 | 5        |
| 6    | Anton Blasbichler     | Italia       | 3 | 0 | 1 | 4        |
|      | Melanie Batkowski     | Austria      | 2 | 2 | 0 | 4        |
|      | Renate Gietl          | Italia       | 2 | 1 | 1 | 4        |
|      | Tina Unterberger      | Austria      | 1 | 3 | 0 | 4        |
|      | Pavel Poršnev         | Russia       | 0 | 2 | 2 | 4        |
|      | Ivan Lazarev          | Russia       | 0 | 2 | 2 | 4        |

### Medaglie consecutive - Staffetta a squadre
Si elencano solamente le strisce pari a 3 o più medaglie.
| Pos. | Atleta                | Nazione | Medaglie consecutive | di cui |
| ---- | --------------------- | ------- | -------------------- | ------ |
| 1    | Patrick Pigneter      | Italia  | 6                    | 4      |
| 2    | Alex Gruber           | Italia  | 5                    | 4      |
|      | Florian Clara         | Italia  | 5                    | 3      |
| 4    | Evelin Lanthaler      | Italia  | 4                    | 4      |
|      | Melanie Batkowski     | Austria | 4                    | 2      |
|      | Tina Unterberger      | Austria | 4                    | 1      |
| 7    | Renate Gietl          | Italia  | 3                    | 2      |
|      | Thomas Kammerlander   | Austria | 3                    | 1      |
|      | Ekaterina Lavrent'eva | Russia  | 3                    | 0      |
|      | Pavel Poršnev         | Russia  | 3                    | 0      |
|      | Ivan Lazarev          | Russia  | 3                    | 0      |

NN: striscia aperta

## Singolo uomini - Nazionali

### Medaglie d'oro per nazionali - Singolo uomini
| Pos. | Nazione |    | Prima | Ultima | No. atleti |
| ---- | ------- | -- | ----- | ------ | ---------- |
| 1    | Austria | 14 | 1979  | 2025   | 10         |
| 2    | Italia  | 10 | 1980  | 2023   | 5          |

### Medaglie per nazionali - Singolo uomini
| Pos. | Nazione |    |    |    | Medaglie |
| ---- | ------- | -- | -- | -- | -------- |
| 1    | Italia  | 10 | 13 | 16 | 39       |
| 2    | Austria | 14 | 10 | 8  | 32       |
| 3    | Russia  | 0  | 1  | 0  | 1        |

## Singolo donne - Nazionali

### Medaglie d'oro per nazionali - Singolo donne
| Pos. | Nazione                           |    | Prima | Ultima | No. atlete |
| ---- | --------------------------------- | -- | ----- | ------ | ---------- |
| 1    | Italia                            | 16 | 1979  | 2025   | 8          |
| 2    | Russia                            | 5  | 1998  | 2013   | 2          |
| 3    | Austria                           | 2  | 1990  | 1996   | 2          |
| 4    | Comunità degli Stati Indipendenti | 1  | 1992  | 1992   | 1          |

### Medaglie per nazionali - Singolo donne
| Pos. | Nazione                           |    |    |    | Medaglie |
| ---- | --------------------------------- | -- | -- | -- | -------- |
| 1    | Italia                            | 16 | 12 | 14 | 42       |
| 2    | Austria                           | 2  | 6  | 9  | 17       |
| 3    | Russia                            | 5  | 5  | 0  | 10       |
| 4    | Comunità degli Stati Indipendenti | 1  | 0  | 0  | 1        |
|      | RLF                               | 0  | 1  | 0  | 1        |
|      | Unione Sovietica                  | 0  | 0  | 1  | 1        |

## Doppio - Nazionali

### Medaglie d'oro per nazionali - Doppio
| Pos. | Nazione |    | Prima | Ultima | No. atleti |
| ---- | ------- | -- | ----- | ------ | ---------- |
| 1    | Italia  | 16 | 1979  | 2025   | 18         |
| 2    | Austria | 5  | 1996  | 2017   | 8          |
| 3    | Russia  | 3  | 2005  | 2011   | 2          |

### Medaglie per nazionali - Doppio
| Pos. | Nazione  |    |    |    | Medaglie |
| ---- | -------- | -- | -- | -- | -------- |
| 1    | Italia   | 16 | 12 | 5  | 33       |
| 2    | Austria  | 5  | 9  | 12 | 26       |
| 3    | Russia   | 3  | 3  | 2  | 8        |
| 4    | Polonia  | 0  | 0  | 4  | 4        |
| 5    | Slovenia | 0  | 0  | 1  | 1        |

## Staffetta a squadre - Nazionali

### Medaglie d'oro per nazionali - Staffetta a squadre
| Pos. | Nazione |   | Prima | Ultima | No. atleti |
| ---- | ------- | - | ----- | ------ | ---------- |
| 1    | Italia  | 8 | 2001  | 2025   | 11         |
| 2    | Austria | 3 | 2005  | 2017   | 11         |

### Medaglie per nazionali - Staffetta a squadre
| Pos. | Nazione  |   |   |   | Medaglie |
| ---- | -------- | - | - | - | -------- |
| 1    | Italia   | 8 | 2 | 3 | 13       |
| 2    | Austria  | 3 | 7 | 1 | 11       |
| 3    | Russia   | 0 | 2 | 4 | 6        |
| 4    | Germania | 0 | 0 | 2 | 2        |
| 5    | RLF      | 0 | 0 | 1 | 1        |

## Medagliere complessivo
Dati aggiornati al campionato mondiale 2025
Si elencano solamente gli atleti che hanno conquistato 3 o più medaglie d'oro.

### Uomini
| Pos. | Atleta            | Nazione |    |   |   | Medaglie |
| ---- | ----------------- | ------- | -- | - | - | -------- |
| 1    | Patrick Pigneter  | Italia  | 12 | 5 | 5 | 22       |
| 2    | Florian Clara     | Italia  | 8  | 5 | 0 | 13       |
| 3    | Alex Gruber       | Italia  | 7  | 3 | 1 | 11       |
| 4    | Gerhard Pilz      | Austria | 5  | 4 | 1 | 10       |
| 5    | Anton Blasbichler | Italia  | 5  | 1 | 3 | 9        |
| 6    | Pavel Poršnev     | Russia  | 3  | 4 | 3 | 10       |
|      | Ivan Lazarev      | Russia  | 3  | 4 | 3 | 10       |
| 8    | Andreas Jud       | Italia  | 3  | 1 | 0 | 4        |

### Donne
| Pos. | Atleta                | Nazione |   |   |   | Medaglie |
| ---- | --------------------- | ------- | - | - | - | -------- |
| 1    | Evelin Lanthaler      | Italia  | 9 | 1 | 2 | 12       |
| 2    | Ekaterina Lavrent'eva | Russia  | 4 | 7 | 4 | 15       |
| 3    | Renate Gietl          | Italia  | 4 | 2 | 2 | 8        |
| 4    | Sonja Steinacher      | Italia  | 3 | 1 | 2 | 6        |
| 5    | Delia Vaudan          | Italia  | 3 | 1 | 0 | 4        |

### Nazionali
| Pos. | Nazione                           |    |    |    | Medaglie |
| ---- | --------------------------------- | -- | -- | -- | -------- |
| 1    | Italia                            | 50 | 39 | 38 | 127      |
| 2    | Austria                           | 24 | 32 | 30 | 86       |
| 3    | Russia                            | 8  | 11 | 6  | 25       |
| 4    | Comunità degli Stati Indipendenti | 1  | 0  | 0  | 1        |
| 5    | RLF                               | 0  | 1  | 1  | 2        |
| 6    | Polonia                           | 0  | 0  | 4  | 4        |
| 7    | Germania                          | 0  | 0  | 2  | 2        |
| 8    | Unione Sovietica                  | 0  | 0  | 1  | 1        |
|      | Slovenia                          | 0  | 0  | 1  | 1        |